# Lepidesmia
Lepidesmia är ett släkte av korgblommiga växter. Lepidesmia ingår i familjen korgblommiga växter.
Kladogram enligt Catalogue of Life:
| Lepidesmia | \| \| Lepidesmia squarrosa \| \| \| \| \| \| Lepidesmia taraxacoides \| \| \| \| |
|            | \| \| Lepidesmia squarrosa \| \| \| \| \| \| Lepidesmia taraxacoides \| \| \| \| |
|            | Lepidesmia squarrosa                                                             |
|            |                                                                                  |
|            | Lepidesmia taraxacoides                                                          |
|            |                                                                                  |